# Philippe Mexès
Philippe Mexès (ur. 30 marca 1982 w Tuluzie) – piłkarz francuski grający na pozycji środkowego obrońcy.

## Kariera klubowa
Mexès urodził się w Tuluzie i w tym mieście stawiał swoje piłkarskie kroki. Zapisał się do szkółki Toulouse FC, do której zachęciła go starsza siostra i to właśnie ona zaprowadzała młodego Philippe’a na treningi. Jednak w wieku 16 lat młody Mexès opuścił rodzinne miasto i trafił do innej znanej szkółki we Francji, AJ Auxerre. Grał w młodzieżowej drużynie AJA i w 1999 roku zdobył amatorskie mistrzostwo Francji, a zaraz potem w sezonie 1999/2000 roku trafił do kadry pierwszego zespołu. W Ligue 1 zadebiutował 10 listopada w przegranym meczu z Troyes AC. Ogółem w całym sezonie zagrał jeszcze 4 razy, a tygodnik France Football przyznał mu nagrodę „Nadziei Roku we Francji”. W sezonie 2000/2001 trener Guy Roux wstawił do pierwszego składu 18-letniego Philippe, który już do końca sezonu nie oddał w nim miejsca i stał się jednym z najlepszych zawodników młodego pokolenia w Ligue 1. W sezonie 2001/2002 Mexès zdobył swoją pierwszą w karierze bramkę – 8 grudnia 2001 w wygranym 2:0 meczu z AS Monaco. Auxerre rozegrało dobry sezon i zajęło 3. miejsce w lidze gwarantujące start w kwalifikacjach Ligi Mistrzów. Przyczyniła się do tego także gra Philippe, który uplasował się w czołówce najlepszych obrońców ligi. Sezon 2002/2003 to dla Mexèsa awans do Ligi Mistrzów, w której to jednak Auxerre nie sprostało Borussii Dortmund i Arsenalowi Londyn zajmując 3. miejsce w grupie. Dzięki temu Auxerre zagrało w Pucharze UEFA i z Mexèsem w składzie doszło do 1/8 finału. Na niwie krajowej Auxerre odniosło sukces w postaci zdobycia Pucharu Francji, a w lidze zajęło wysokie 6. miejsce. Sezon 2003/2004 był jak się później okazało ostatnim dla Mexèsa w barwach Auxerre, z którym wywalczył 4. miejsce w Ligue 1 i ponownie dotarł do 1/8 finału Pucharu UEFA.
Latem 2004 22-letni Philippe został sprzedany do włoskiej Romy za sumę 10 milionów euro. W Serie A Mexès zadebiutował już w pierwszej kolejce ligowej – 12 września w wygranym 1:0 meczu z Fiorentiną. Jednak pierwszy sezon w Romie był dla Mexèsa niezbyt udany. Popełniał zbyt wiele błędów i wielokrotnie prasa winiła go za stracone przez Romę bramki, zresztą Roma zajęła dopiero 8. miejsce w lidze. Latem 2005 nowym trenerem Romy został Luciano Spalletti, jednak sezon 2005/2006 Mexès zaczął na ławce, gdyż miejsce w pierwszej jedenastce zajął Samuel Kuffour. Gdy Kuffour wyjechał na Puchar Narodów Afryki, Mexès zajął jego miejsce i praktycznie nie oddał go już do końca sezonu. Miał także duży udział w pobiciu przez Romę rekordu 11 kolejnych zwycięstw w lidze. Ostatecznie także po korektach tabeli ze względu na ukaranie ujemnymi punktami Juventusu, A.C. Milan i Fiorentiny, Roma przesunęła się z 5. na 2. miejsce w tabeli stając się wicemistrzem kraju. Od tego czasu Mexès był podstawowym zawodnikiem Romy.
Na początku maja 2011 roku Mexès podpisał kontrakt z Milanem, który wzmocnił na zasadzie wolnego transferu przed sezonem 2011/12. Piłkarz występuje z numerem 5.
| Sezon   | Klub       | Kraj    | Rozgrywki         | Mecze | Bramki |
| ------- | ---------- | ------- | ----------------- | ----- | ------ |
| 1999/00 | AJ Auxerre | Francja | Ligue 1           | 5     | 0      |
| 2000/01 | AJ Auxerre | Francja | Ligue 1           | 32    | 0      |
| 2001/02 | AJ Auxerre | Francja | Ligue 1           | 30    | 3      |
| 2002/03 | AJ Auxerre | Francja | Ligue 1           | 34    | 1      |
| 2003/04 | AJ Auxerre | Francja | Ligue 1           | 32    | 3      |
| 2004/05 | AS Roma    | Włochy  | Serie A           | 28    | 0      |
| 2005/06 | AS Roma    | Włochy  | Serie A           | 27    | 3      |
| 2006/07 | AS Roma    | Włochy  | Serie A           | 27    | 3      |
| 2007/08 | AS Roma    | Włochy  | Serie A           | 31    | 1      |
| 2008/09 | AS Roma    | Włochy  | Serie A           | 29    | 2      |
| 2009/10 | AS Roma    | Włochy  | Serie A           | 18    | 1      |
| 2010/11 | AS Roma    | Włochy  | Serie A           | 22    | 1      |
| 2011/12 | A.C. Milan | Włochy  | Serie A           | 14    | 0      |
| 2012/13 | A.C. Milan | Włochy  | Serie A           | 25    | 1      |
| 2013/14 | A.C. Milan | Włochy  | Serie A           | 22    | 2      |
| 2014/15 | A.C. Milan | Włochy  | Serie A           | 20    | 2      |
| 2015/16 | A.C. Milan | Włochy  | Serie A           | 5     | 1      |
|         |            |         | Łącznie w Ligue 1 | 133   | 7      |
|         |            |         | Łącznie w Serie A | 243   | 16     |

## Kariera reprezentacyjna
Mexès z powodzeniem grał w młodzieżowych drużynach reprezentacji Francji w różnych kategoriach wiekowych. W kategorii Under-18 wywalczył mistrzostwo Europy w 2000 roku, a w kategorii Under-21 wicemistrzostwo w 2002 roku. W tym samym roku, 21 sierpnia został powołany przez Jacques’a Santiniego na mecz z reprezentacją Tunezji, jednak ostatecznie w nim nie zagrał. W reprezentacji zadebiutował 2 miesiące później, 16 października w wygranym 4:0 wyjazdowym meczu z reprezentacją Malty rozegranym w ramach kwalifikacji do Euro 2004 (Mexès zmienił w 85. minucie Liliana Thurama). Philippe brał udział w Pucharze Konfederacji 2003, który to Francuzi wygrali w finale pokonując Kamerun 1:0, jednak Mexès w nim nie zagrał. Nie został powołany do kadry ani na Euro 2004 ani na Mistrzostwa Świata w Niemczech i do kadry wrócił dopiero w sierpniu 2006, gdy został powołany na mecz z Bośnią i Hercegowiną. Wraz z reprezentacją zagrał na Euro 2012.

## Sukcesy
- Mistrzostwo Europy Under-18: 2000
- Wicemistrzostwo Europy Under-21: 2002
- Puchar Konfederacji: 2003
- Puchar Francji: 2003
- Wicemistrzostwo Włoch: 2006 2007 2010 2012
- Superpuchar Włoch: 2011
- Amatorskie Mistrzostwo Francji: 1999.